# Asbjørn
Asbjørn ist ein dänischer und norwegischer männlicher Vorname.

## Bedeutung
Der Name geht auf die altnordische Form Ásbiǫrn zurück, von der weitere Varianten wie Asbjörn (schwedisch) und Ásbjörn (isländisch) abgeleitet sind. Der Name setzt sich zusammen aus den AS (Gott) und BJÖRN (Bär).

## Varianten
Varianten sind Åsbjørn sowie in Norwegen Espen.

## Namensträger
- Asbjørn Andersen (Schauspieler) (1903–1978), dänischer Schauspieler und Regisseur
- Asbjørn Andersen (Fußballspieler) (1922–1970), norwegischer Fußballspieler
- Asbjørn Kragh Andersen (* 1992), dänischer Radrennfahrer
- Ivar Asbjørn Følling (1888–1973), norwegischer Chemiker und Arzt
- Asbjørn Halvorsen (1898–1955), norwegischer Fußballspieler und -trainer
- Asbjørn Holm (1921–2001), norwegischer Politiker
- Asbjørn Jordahl (1932–2025), norwegischer Politiker und Journalist
- Henry Asbjørn Larsen (1899–1964), norwegischer Polarforscher
- Asbjørn Nilssen (1875–1958), norwegischer Skispringer und Nordischer Kombinierer
- Asbjørn Riis (* 1957), dänischer Wrestler, Filmschauspieler und Bodybuilder
- Asbjørn Ruud (1919–1989), norwegischer Skispringer